# Iharosberény
Iharosberény é um município da Hungria, situado no condado de Somogy. Tem 49,66 km² de área e sua população em 2019 foi estimada em 1.274 habitantes.